# 1995–1996-os kupagyőztesek Európa-kupája
A KEK 1995–1996-os szezonja volt a kupa 36. kiírása. A győztes a Paris Saint-Germain FC lett, miután a döntőben 1–0-ra legyőzte az osztrák SK Rapid Wien együttesét. Az egyetlen magyar induló, a Vác-Samsung FC már a selejtezőben kiesett.

## Selejtező
| 1. csapat                 | Össz.                 | 2. csapat             | 1. mérk. | 2. mérk.   |
| ------------------------- | --------------------- | --------------------- | -------- | ---------- |
| CS Tiligul-Tiras Tiraspol | 2–3                   | FC Sion               | 0–0      | 2–3        |
| Vác FC Samsung            | 2–4                   | FK Sileks Kratovo     | 1–1      | 1–3        |
| TPS                       | 1–3                   | KS Teuta              | 1–0      | 0–3        |
| FC Vaduz                  | 1–14                  | SK Hradec Králové     | 0–5      | 1–9        |
| APÓEL                     | 3–0                   | PFC Neftchi           | 3–0      | 0–0        |
| Wrexham AFC               | 0–1                   | FC Petrolul Ploiești  | 0–0      | 0–1        |
| Valletta                  | 2–5                   | FK Inter Bratislava   | 0–0      | 2–5        |
| FK Sahtar Doneck          | 5–1                   | Linfield FC           | 4–1      | 1–0        |
| Žalgiris                  | 3–2                   | NK Mura Murska Sobota | 2–0      | 1–2        |
| GKS Katowice              | 2–2 (11-esekkel: 4–5) | Ararat Jerevan        | 2–0      | 0–2 (h.u.) |
| FK Obilic                 | 2–3                   | FC Dinamo Batumi      | 0–1      | 2–2        |
| Derry City FC             | 1–2                   | PFK Lokomotiv Szófia  | 1–0      | 0–2        |
| Maccabi Haifa FC          | 6–3                   | KÍ Klaksvík           | 4–0      | 2–3        |
| FK Dinama-93 Minszk       | 2–3                   | Molde FK              | 1–1      | 1–2        |
| CS Grevenmacher           | 3–4                   | KR                    | 3–2      | 0–2        |
| DAG-Liepaya               | 3–0                   | FC Lantana Tallinn    | 3–0      | 0–0        |

## Első forduló
| 1. csapat                | Össz.     | 2. csapat                 | 1. mérk. | 2. mérk. |
| ------------------------ | --------- | ------------------------- | -------- | -------- |
| Žalgiris                 | 2–3       | Trabzonspor               | 2–2      | 0–1      |
| APÓEL                    | 0–8       | RC Deportivo de La Coruña | 0–0      | 0–8      |
| FK Inter Bratislava      | 1–5       | Real Zaragoza             | 0–2      | 1–3      |
| Club Brugge              | 2–1       | FK Sahtar Doneck          | 1–0      | 1–1      |
| PFK Lokomotiv Szófia     | 3–3 (ig.) | Halmstads BK              | 3–1      | 0–2      |
| KS Teuta                 | 0–4       | Parma FC                  | 0–2      | 0–2      |
| Molde FK                 | 2–6       | Paris Saint-Germain FC    | 2–3      | 0–3      |
| FC Dinamo Batumi         | 2–7       | Celtic FC                 | 2–3      | 0–4      |
| Borussia Mönchengladbach | 6–2       | FK Sileks Kratovo         | 3–0      | 3–2      |
| AÉK FC                   | 4–2       | FC Sion                   | 2–0      | 2–2      |
| KR                       | 3–6       | Everton FC                | 2–3      | 1–3      |
| DAG-Liepaya              | 0–13      | Feyenoord Rotterdam       | 0–7      | 0–6      |
| FK Gyinamo Moszkva       | 4–1       | Ararat Jerevan            | 3–1      | 1–0      |
| SK Hradec Králové        | 7–2       | FC København              | 5–0      | 2–2      |
| Sporting CP              | 4–0       | Maccabi Haifa FC          | 4–0      | 0–0      |
| SK Rapid Wien            | 3–1       | Petrolul Ploieşti         | 3–1      | 0–0      |

## Második forduló
| 1. csapat                | Össz.                 | 2. csapat                 | 1. mérk. | 2. mérk.   |
| ------------------------ | --------------------- | ------------------------- | -------- | ---------- |
| Trabzonspor              | 0–4                   | RC Deportivo de La Coruña | 0–1      | 0–3        |
| Real Zaragoza            | 3–1                   | Club Brugge               | 2–1      | 1–0        |
| Halmstads BK             | 3–4                   | Parma FC                  | 3–0      | 0–4        |
| Paris Saint-Germain FC   | 4–0                   | Celtic FC                 | 1–0      | 3–0        |
| Borussia Mönchengladbach | 5–1                   | AÉK FC                    | 4–1      | 1–0        |
| Everton FC               | 0–1                   | Feyenoord Rotterdam       | 0–0      | 0–1        |
| FK Gyinamo Moszkva       | 1–1 (11-esekkel: 3–1) | SK Hradec Králové         | 1–0      | 0–1 (h.u.) |
| Sporting CP              | 2–4                   | SK Rapid Wien             | 2–0      | 0–4 (h.u.) |

## Negyeddöntő
| 1. csapat                 | Össz. | 2. csapat              | 1. mérk. | 2. mérk. |
| ------------------------- | ----- | ---------------------- | -------- | -------- |
| RC Deportivo de La Coruña | 2–1   | Real Zaragoza          | 1–0      | 1–1      |
| Parma FC                  | 2–3   | Paris Saint-Germain FC | 1–0      | 1–3      |
| Borussia Mönchengladbach  | 2–3   | Feyenoord Rotterdam    | 2–2      | 0–1      |
| FK Gyinamo Moszkva        | 0–4   | SK Rapid Wien          | 0–1      | 0–3      |

## Elődöntő
| 1. csapat                 | Össz. | 2. csapat              | 1. mérk. | 2. mérk. |
| ------------------------- | ----- | ---------------------- | -------- | -------- |
| RC Deportivo de La Coruña | 0–2   | Paris Saint-Germain FC | 0–1      | 0–1      |
| Feyenoord Rotterdam       | 1–4   | SK Rapid Wien          | 1–1      | 0–3      |

## Döntő
| 1996. május 8. |

| Paris Saint-Germain | 1–0   | Rapid Wien |
| ------------------- | ----- | ---------- |
| N'Gotty 28'         | (1–0) |            |

| Baldvin király Stadion, Brüsszel Nézőszám: 37 000 Játékvezető: Pierluigi Pairetto (olasz) |

| Az 1995–1996-os kupagyőztesek Európa-kupája győztese |
| ---------------------------------------------------- |
| Paris Saint-Germain 1. cím                           |

## Lásd még
- 1995–1996-os UEFA-bajnokok ligája
- 1995–1996-os UEFA-kupa
- 1995-ös UEFA Intertotó-kupa